# Floydada (Texas)
Floydada es una ciudad ubicada en el condado de Floyd en el estado estadounidense de Texas. En el Censo de 2010 tenía una población de 3.038 habitantes y una densidad poblacional de 576,4 personas por km².

## Geografía
Floydada se encuentra ubicada en las coordenadas 33°59′1″N 101°20′12″O / 33.98361, -101.33667. Según la Oficina del Censo de los Estados Unidos, Floydada tiene una superficie total de 5.27 km², de la cual 5.27 km² corresponden a tierra firme y (0%) 0 km² es agua.

## Demografía
Según el censo de 2010, había 3.038 personas residiendo en Floydada. La densidad de población era de 576,4 hab./km². De los 3.038 habitantes, Floydada estaba compuesto por el 75.48% blancos, el 4.34% eran afroamericanos, el 0.82% eran amerindios, el 0.03% eran asiáticos, el 0.03% eran isleños del Pacífico, el 17.91% eran de otras razas y el 1.38% pertenecían a dos o más razas. Del total de la población el 61.62% eran hispanos o latinos de cualquier raza.